# Měsíční zajíc

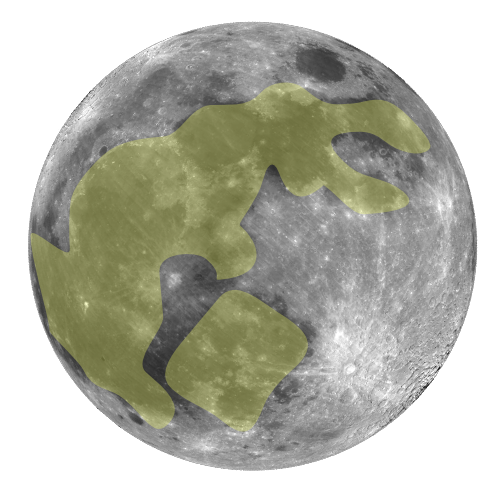
Obrys zvýrazňující v měsíčních mořích jeden z možných tvarů zajíce s nádobou

Měsíční zajíc je legendární zvíře, které podle mýtů rozšířených například v jižní a východní Asii, v předkolumbovské Americe nebo u Khoikhoiů reprezentuje Měsíc, je s ním spřízněno, nebo na něm žije, protože tvar tmavých skvrn na jeho povrchu připomíná zajíce.

## Indický subkontinent

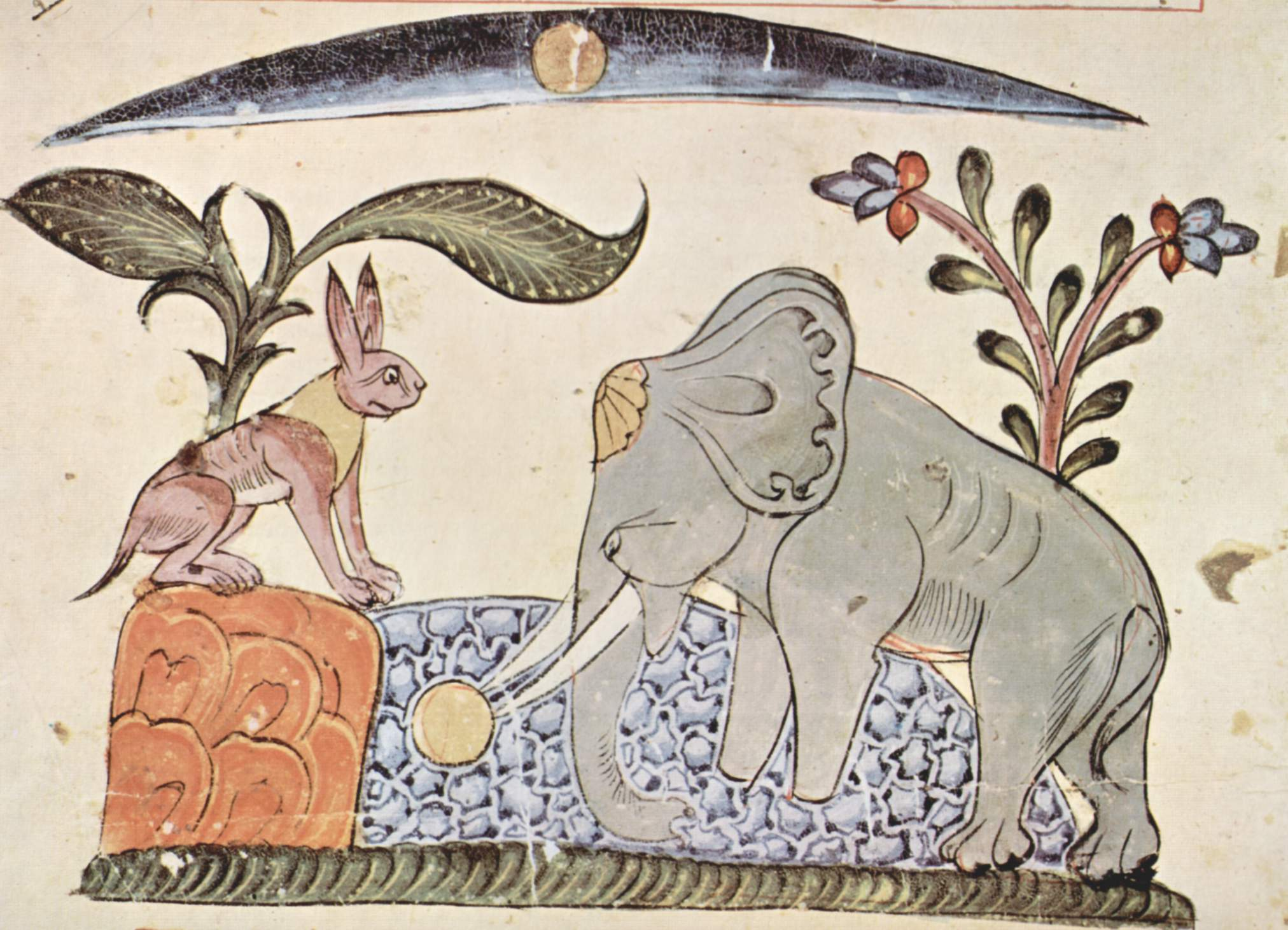
Ilustrace bajky o zajíci a slonu ze syrského vydání Pančatantry (1354)

### Pančatantra
Ve sbírce bajek Pančatantra je příběh o tom, jak zajíc s pomocí Měsíce obelstil slona. Kvůli dlouhému suchu vyslal král slonů výpravy do všech světových stran. Jedna z nich objeví Měsíční jezero, na jehož břehu žije bezpočet zajíců. Sloni ale na obyvatele nehledí a spoustu zajíců zadupou. Jeden z odvážných přeživších zajíců slony od jezera vyplaší tak, že se vydává za vyslance rozhněvaného Měsíce na audienci s králem slonů a vyčítá mu jeho jménem, že je snad jediným zvířetem, které nezná spojení mezi zajíci a Měsícem. V sanskrtu je jedním z opisných jmen pro Měsíc śaśāṅka (शशाङ्क), doslova „se zajícem ve znaku“ z śaśa (शश), zajíc.

### Sasa Džátaka
V jedné z džátak je Buddha reinkarnován jako zajíc (v Páli sasa). Bůh Indra v přestrojení za bráhmana žádá od několika zbožných zvířat jídlo. Zajíc ale nemá nic než trávu a tak požádá bráhmana, ať rozdělal oheň, do kterého sám vzápětí skočí, aby jej nasytil svým masem. Indra oheň je v okamžiku uhasil a zajíci vyšel bez úhony. Indra odměnil zajícovu nesobeckost a svým štětcem zvěčnil jeho siluetu na Měsíci.

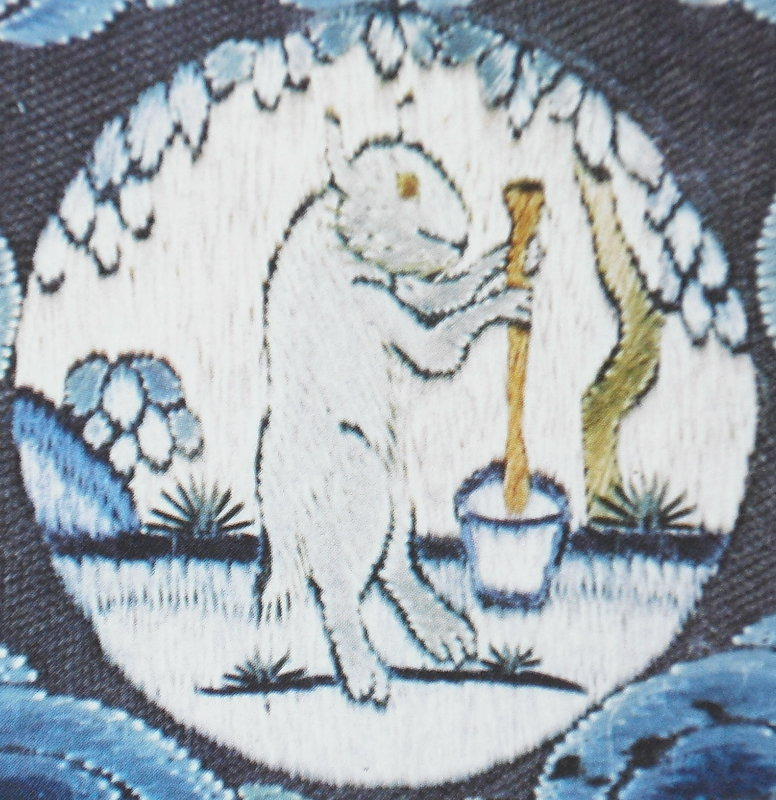
Detail talismanu s motivem měsíčního zajíce drtícího byliny na čínském rouchu z 18. století

## Východní Asie

### Čína

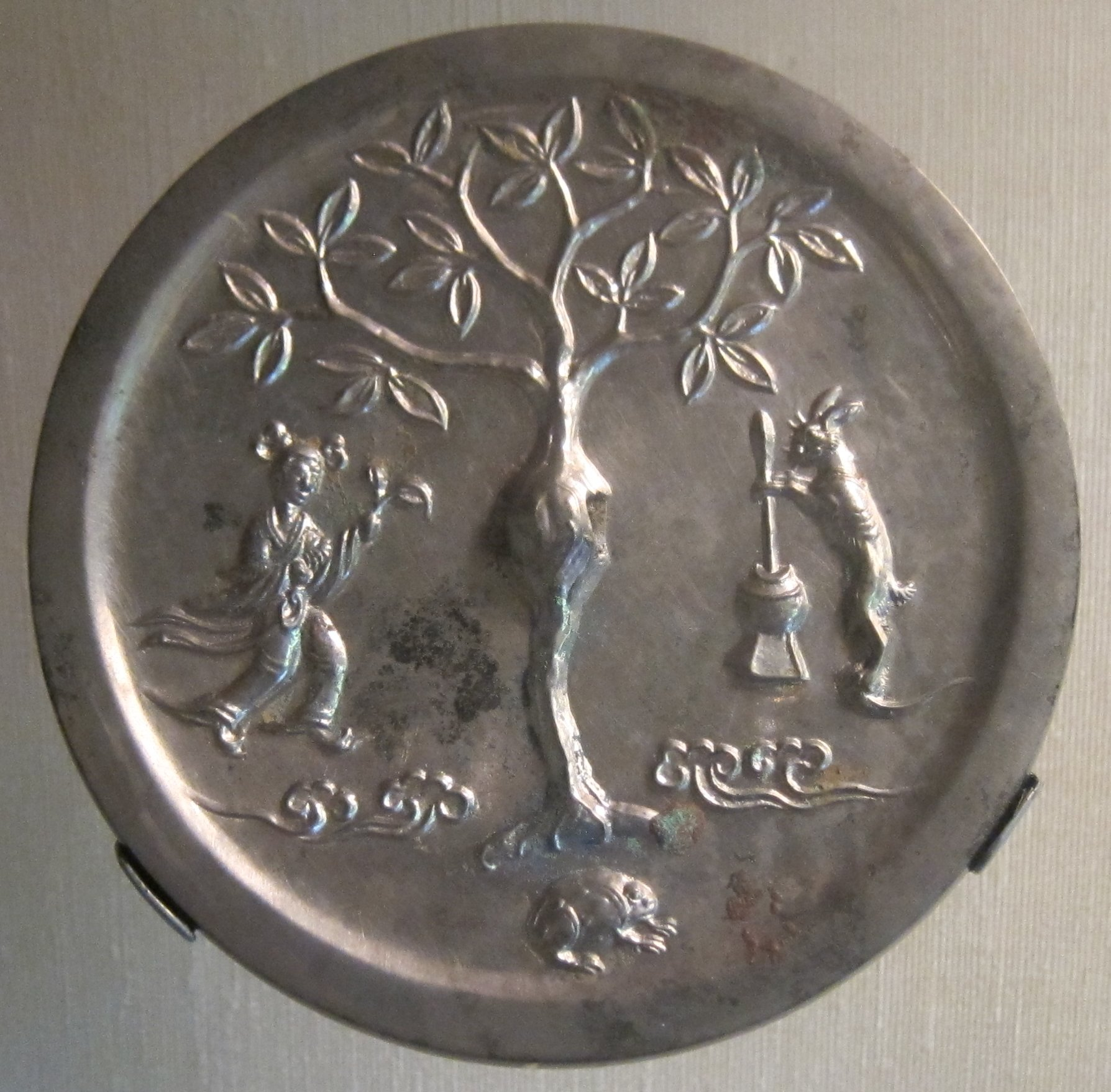
Bronzové zrcadlo z období říše Tchang – nefritový králík pod skořicovníkem, bohyně Čchang-e a třínohá žába

Králík je v Číně symbolem dlouhověkosti a je jedním ze dvanácti znamení čínského zvěrokruhu. Z Indie se spolu s buddhismem dostal do Číny i příběh o obětavém zajíci. V místní taoistické tradici se nefritový  zajíc (玉兔, Jü-tchu) objevuje jako společník měsíční bohyně Čchang-e a je silně spjatý s ženským elementem jin. Nejstarší dochovaný příběh o Čchang-e pochází z období válčících států. V uměleckých vyobrazeních zajíc na měsíci stojí ve stínu skořicovníku (Cinnamomum cassia) a roztlouká paličkou v hmoždíři byliny, ze kterých se vyrábí nápoj nesmrtelnosti. Spolu s hmoždířem a paličkou se začal objevovat v období říše Ťin (265–420). V literárních dílech je „nefritový zajíc“ synonymem pro Měsíc. S mýtem Čchang-e, a tedy i nefritovým králíkem, je spojen Svátek středu podzimu (15. den osmého měsíce čínského lunárního kalendáře), během kterého je Měsíc v úplňku a má být nejjasnějším a nejkrásnějším v celém roce. K oslavě lidé pečou a darují blízkým a sousedům měsíční koláče. Tyto a další kulaté věci, jako například melouny a ovoce jsou obětovány obyvatelům Měsíce. Pro nefritového králíka jsou přichystány fazolové lusky a sojové boby. Čchang-e s králíkem je jedním z dekorativních motivů na krabičkách s měsíčními koláči.
Vyobrazení Čchang-e a králíka bylo nalezeno na malovaném hedvábném praporu v hrobce naleziště Ma-wang-tuej z dynastie Západní Chan. Další předměty s měsíčním zajícem zahrnují například nález v hrobce z období jižní a severní dynastie ve městě Tan-jang nebo několik pečetidel z období říše Sung a Jüan. V 18. století se nefritový králík stal oblíbeným motivem ozdobných novoročních deskotisků. Nefritový králík byl spolu s lotosovými květy a draky jedním z ochranných talismanů našívaných na róby.
Podle této legendy je pojmenováno čínské lunární vozidlo Nefritový králík v rámci programu Čchang-e.

#### Peking
Zvláštní roli hraje měl ve folklóru Pekingu a okolí nefritový králík známý jako Tchu-er-jie (dědeček králík). Podle legendy sestoupil králík z měsíce a vyrobil a lidem podával lék proti nemoci, která Peking právě sužovala. Obyvatelé od té doby vyrábějí na jeho počest hliněné figurky v podobě bílého králíka oděného v pestrobarevných šatech. Podle záznamu z období říše Ming byly tyto sošky v Pekingu všudypřítomné,  ve 21. století jsou ale prodávány pouze na trzích během Svátku středu podzimu.

### Japonsko

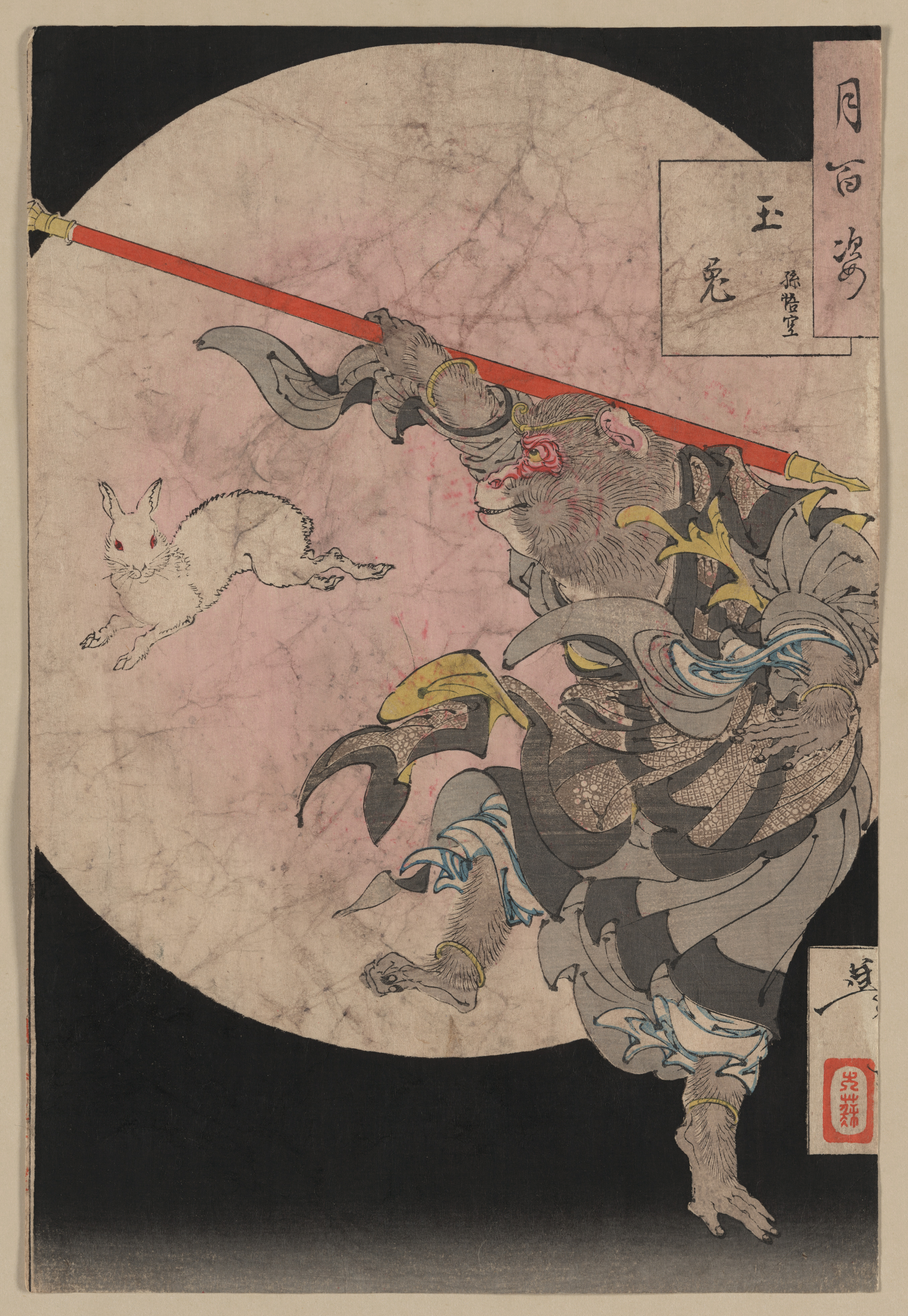
Hrdina románu Putování na západ opičák Sun s měsíčním králíkem na japonském deskotisku ze série Sto aspektů Měsíce (1885–1892), Cukioka Jošitoši

Podle japonské interpretace zajíc na měsíci (Cuki no Usagi) nedrtí byliny k přípravě elixíru nesmrtelnosti ale vyrábí pastu z lepkavé rýže na koláčky moči. Moči jsou častým dárkem k oslavám Nového roku, někdy zdobené či tvarované jako králík. Těm jsou podobné kulaté knedlíčky dango z rýžové mouky, které jsou oblíbeným zákuskem a obětinou během japonské obdoby Svátku středu podzimu Cukimi.